# Краснодарське ПСГ
Краснодарське ПСГ – підземне сховище газу на півдні Росії, у Краснодарському краї.
Сховище, введене в експлуатацію у 1984 році, створили на основі виснаженого Александрівського газоконденсатного родовища. Зберігання газу відбувається у пісковиках та алевролітах «зеленої свити» (еоцен), яка має тут товщину до 60 км.
Закачування газу в обсягах до 9 млн м3 на добу здійснюється в період з квітня по жовтень за допомогою компресорної станції родовища, яка здатна доводити тиск до 11,5 МПа. Відбір газу здійснюється в обсягах до 15 млн м3 на добу. Активний об’єм сховища – 1,25 млрд м3. Фонд експлуатаційних свердловин ПСГ налічує 92 одиниці.
Сполучення з газотранспортною системою відбувається по трьох перемичках, які ведуть до компресорних станцій Майкопська (сюди надходить ресурс по газопроводу Ростов-на-Дону – Майкоп та починається трубопровід Майкоп – Самурська – Сочі), Невинномиська (газотранспортний коридор Ставрополь – Моздок), Кущевська (газопровід  Ростов-на-Дону – Майкоп).